# Кампо Гранди
Кампо Гранди (португ. произношение: [ˈkɐ̃pu ˈɡɾɐ̃dʒi], кампу гранджи – Голямо поле) е столицата на югозападния щат Мато Гросо до Сул в Бразилия. Кампо Гранди е с население от 765 247 жители (2006) и обща площ от 8110 km2. Населението на града е нараснало от 140 000 жители през 1970 г. до 755 100 жители през 2009 г. заради ръста на търговията.

## История
Градът е основан е през 1899 г.

## Население
| Динамика на населението | Динамика на населението |
| ----------------------- | ----------------------- |
| 1960                    | 74 249                  |
| 1970                    | 140 140                 |
| 1980                    | 291 777                 |
| 1991                    | 526 126                 |
| 1996                    | 600 069                 |
| 2000                    | 663 621                 |
| 2005                    | 749 768                 |

## Побратимени градове
- Торино, Италия